# Zabbalin
Zabbalin (singolare Zabbāl) è un termine della lingua araba egiziana (زبالين, Zabbālīn) che significa netturbini ed è impiegata per indicare una comunità religiosa minoritaria cristiana copta ufficiosamente impegnata nella raccolta di rifiuti urbani al Cairo dagli anni dieci del Novecento.

I membri di detta comunità sono anche chiamati zarrāba (singolare zarrāb), che significa "porcai". Diffusa tra le sette aree periferiche più degradate dell'area metropolitana del Cairo, la popolazione zabbalin ammonta a 60 000-70 000 unità.

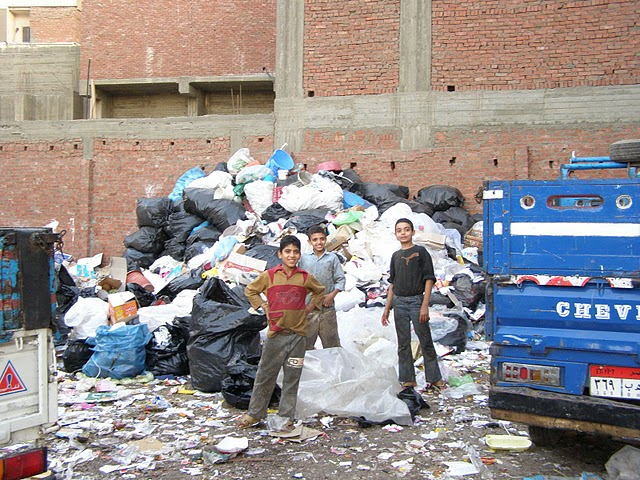
Un gruppo di ragazzi nel Moqattam Village.

Il più ampio insediamento è quello situato sotto il monte Muqattam, nell'area che in inglese viene definita "Moqattam Village" o "Garbage City", vicino a Manshiyat Naser, un insediamento di diseredati musulmani. La comunità degli zabbalin al Moqattam Village conta circa 20 000-30 000 persone, il 90% delle quali sono copti.
Per numerose generazioni, gli zabbalin si sono mantenuti raccogliendo pressoché gratuitamente la spazzatura porta-a-porta dagli abitanti del Cairo. Da notare che quanto viene riciclato raggiunge circa l'80% di quanto raccolto, laddove la maggior parte delle compagnie riescono a riciclare solo dal 20 al 25% della spazzatura urbana. Gi zabbalin usano asini e carretti per trasportare la spazzatura che raccolgono dai residenti del Cairo, trasportando poi il tutto nelle loro case al Moqattam Village, dove operano una cernita del materiale, vendendo poi la spazzatura da essi prescelta dal macero ad altri intermediari che si occupano della loro commercializzazione al minuto, o dando vita a nuovi oggetti col processo da loro operati di riciclo.
Il livello di vita per gli zabbalin è assai umile, specialmente perché vivono nella spazzatura, a contatto stretto con i maiali (il cui allevamento è concesso ai cristiani copti), che contribuiscono a smaltire in modo naturale buona parte dei rifiuti di origine organica. Ciò nonostante gli zabbalin sono riusciti a dar vita ad una comunità solidale. Il loro modo di vivere è stato messo in pericolo dopo la decisione assunta nel 2003 dalle autorità comunali del Cairo di concedere contratti per un ammontare annuo di 50 milioni di dollari a tre compagnie internazionali di raccolta e smaltimento di rifiuti. Le autorità di governo non hanno indennizzato gli zabbalin per queste misure che stravolgono il loro sistema di vita e sussistenza.
Gli zabbalin nell'aprile 2009 hanno dovuto far fronte a un'altra sfida, quando il ministero dell'Agricoltura egiziano ha ordinato l'abbattimento di tutti i maiali, in ossequio ai timori dell'opinione pubblica musulmana sul fatto che i maiali possano diffondere epidemie tra la popolazione, in particolar modo l'influenza H1N1. Questa decisione governativa ha creato imprevisti problemi agli zabbalin, visto che i maiali costituiscono una componente essenziale del loro sistema di riciclo della spazzatura. Immediatamente dopo l'eliminazione dei suini, gli osservatori hanno notato un visibile incremento della spazzatura e degli scarti alimentari putrescenti nelle strade del Cairo.
Vi sono anche voci circa la volontà delle autorità di governo egiziane di rimuovere del tutto il cosiddetto Moqattam Village, chiamato anche "Città della Spazzatura" e di insediare gli zabbalin fuori città, in un'area di 50 feddan (1 feddan = 1.038 acri, ossia 202.342,821 m²), a 25 km dalla capitale, nella zona del deserto orientale nota come Katameya.

## Retroterra storico e origine della comunità zabbalin

### Prima ondata migratoria
Intorno agli anni dieci del XX secolo, un gruppo di migranti provenienti dall'oasi di Dakhla, nel Deserto Occidentale dell'Egitto, s'insediò al Cairo, in un'area conosciuta come Bāb el-Baḥr (Porta del Mare), situata tra Mīdān Ataba e Mīdān Ramsīs, nel centro urbano della capitale egiziana. Questa gente era normalmente chiamata wahiya (singolare: wahi), che significa "gente dell'oasi". I wahiya s'assunsero unicamente il compito di raccogliere dalle abitazioni cittadine la spazzatura casalinga, in base a contratti sottoscritti con i proprietari degli appartamenti del Cairo. In questo sistema, i wahiya erano pagati dai proprietari degli alloggi con una somma iniziale e quindi, mensilmente, ricevevano un certo ammontare dagli stessi proprietari per i loro servizi.

### Seconda ondata migratoriae
Negli anni trenta e quaranta del XX secolo vi fu una nuova ondata migratoria. Questo nuovo gruppo, per lo più composto da contadini senza terra, è noto come zabbalin, per lo più originari del distretto di el-Badārī, nella regione rurale di Asyūṭ, in Alto Egitto (cioè la parte meridionale del Paese).